# 朝顔 (足場)

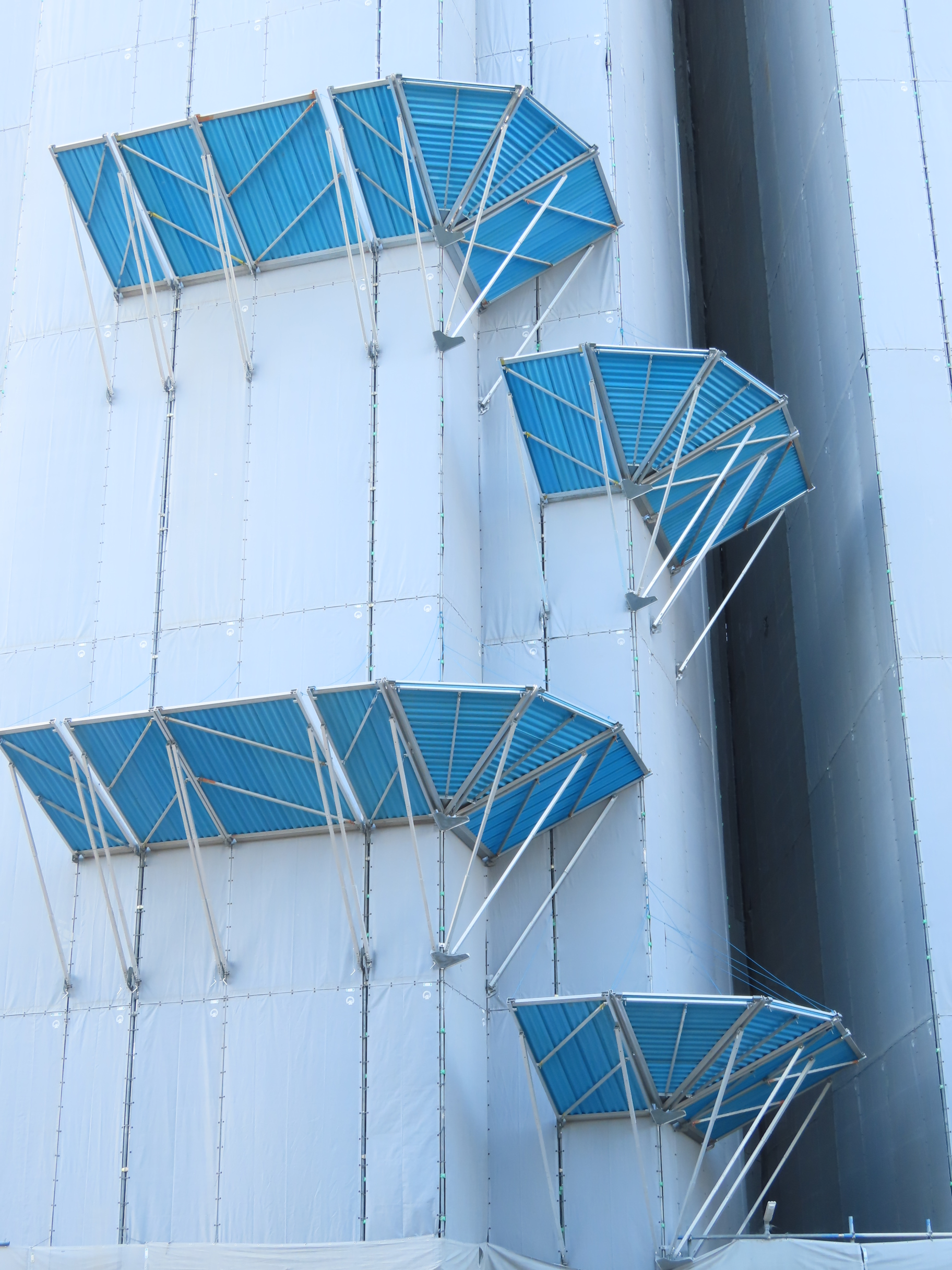
朝顔が設置された例

朝顔（あさがお）は、道路などに面した工事現場で足場からはみ出した状態で設置し、資材等（飛来落下物）が通行人等に危害を加えないよう足場に取り付ける防護棚。地面に落下物が落ちるのを防ぐためには水平よりもいくらか上向きに傾斜して設置する必要があるため、その姿から朝顔と呼ばれる。
鋼製でユニット化された製品が各社から商品化されている。また、その代わりに、厚さが1.5cm以上ですき間のない木板を単管等で支持する工法を用いることもできる。

## 設置基準
朝顔の設置基準は、昭和42年11月20日付建設省通達「建設工事等の工事現場における落下物による危害を防止するための措置に関する指導基準」により定められている。主な点を以下に示す。
- 工事を行う部分が地盤面から10m以上の高さにある場合は1段以上、20m以上の高さにわたる場合は2段以上設けること
- 最下段の朝顔は建築工事等の工事を行う部分の下10m以内の位置に設けること
- 骨組の外側から水平距離で2m以上突出させること
- 水平面となす角度を20度以上とすること